# Ernst Friedrich Benda
Ernst Friedrich Benda (1749, Berlín – 1785, Berlin) byl houslista z muzikantské rodiny Bendů. Jeho otcem byl Josef Benda, houslista a kapelník pruské dvorské kapely v Berlíně.
Ernst Fridrich Benda se v roce 1766 stal houslistou v pruské dvorské (královské) kapele, kterou vedl jeho otec. Hudbu nikdy neskládal, ale ovlivnil berlínský hudební život tím, že spolu s přítelem, houslistou Karlem Ludwigem Bachmannem, založil tradici pravidelných koncertů. Tyto Liebhaber Koncerten (Koncerty milovníků hudby) se konaly od října do května každý pátek v podvečer a od června do září vždy první pátek v měsíci.. Koncerty pokračovaly pod Bachmannovým vedením i po předčasné smrti Ernsta Fridricha Bendy a představily berlínskému publiku řadu nejnovějších skladeb německých skladatelů té doby.